# 竜ヶ窪
龍ヶ窪（りゅうがくぼ）は、新潟県中魚沼郡津南町にある湧水。環境省名水百選に選定されている。

## 概要
この地は特別豪雪地帯に指定されており、水源は、日本の秘境100選秋山郷の降雪および苗場山や鳥甲山南の山塊の伏流水となり、信濃川の河岸段丘に多くの地下水が湧水しており、泉やため池の水源となっている。
龍ヶ窪は標高450m付近の河岸段丘地にあり、森林が多く自然環境が優れていることから名水百選の他、県指定の自然環境保全地域、鳥獣保護区に指定されている。
水深1.5m、面積11,900m2（長径220m、短径70m）、水量毎分30トン、日量43,000トンの池の水が1日に1回入れ替わる。水質は、ミネラルの含有量が適度に含まれ、硬度が低い軟水である。水温は年間を通して摂氏7 - 8度と変化が少ない。
その大量の地下水の湧出を上水道、灌漑用水として利用している。
周辺は落葉樹林や広葉樹林に取り囲まれ東側にはブナの自然林がみられる。また、新潟県では少ないカワマスが生息している。一帯は鳥類の生息も多く、36種が確認され鳥獣保護区となっている。

## 伝説
古来より河川が無く水利用は全てこの地域一帯の湧水群に頼っている。この龍ヶ窪には多くの昔話が存在し、これを守る2つの集落はそれぞれの神社を有し、毎年7月に祭礼を行っている極めて神聖な池である。

## 竜ヶ窪温泉
龍ヶ窪の近隣には、1996年4月に日帰り入浴施設「竜ヶ窪温泉 竜神の館」がオープンした。竜神の館は開業当初は津南町が53%出資する第三セクターが運営して黒字だったが、2004年の中越地震以降は赤字が続き、2019年にいったん休業となった。その後、民間企業に運営を委託したが、新型コロナウイルスの感染拡大で利用客は伸び悩み、源泉温度の低下などの影響もあり、2023年9月中に事業から撤退して閉館することになった。

## 交通

### 公共交通・タクシー
- JR飯山線津南駅からタクシーで15分

津南町バス路線図。最寄りは黄緑の路線の「谷内公民館前」となる。

- 津南中心部から南越後観光バス・中子行利用（所要約15分）、「谷内公民館前」（NN17）下車後徒歩10分
  - 津南中心部まではJR津南駅から徒歩15分、または越後湯沢駅や十日町駅から南越後観光バス利用（図を参照）。

### 車
- 国道117号中津橋信号から新潟県道251号加用今新田津南停車場線 竜神の館
- 駐車場30台（有料）